# Gmina Klana
Gmina Klana (chorw. Općina Klana) – gmina w Chorwacji, w żupanii primorsko-gorskiej. W 2011 roku liczyła  1975 mieszkańców.